# Hubschleifen
Hubschleifen oder Harträumen
ist ein spanendes Hartfeinbearbeitungsverfahren mit einem nichtrotierenden Werkzeug. Es ist in der Norm DIN 8580 mit der Nummer DIN 8589-13 definiert und dient der Erzielung einer höheren Oberflächengüte.
Ähnlich dem Honen oder Bandschleifen wird mit geometrisch unbestimmten Schneiden durch eine hin- und hergehende Schnittbewegung (Hub) Werkstoff von einem Werkstück abgetrennt. Die Schneiden bestehen aus einer Vielzahl metallgebundener Diamanten als Schleifkörper. Vom Bewegungsablauf des Werkzeuges ist das Hubschleifen dem Feilen sehr ähnlich.
Während beim Räumen eine geometrisch bestimmte Schneide (genau definiertes Muster) benutzt wird, kategorisiert man beim Harträumen die Schneide als geometrisch unbestimmt.